# Ippolito Aldobrandini
Możesz także szukać: papież Klemens VIII.
Ippolito Aldobrandini (ur. 1591 – zm. 19 lipca 1638) – włoski duchowny, kardynał.

## Życiorys
Był prasiostrzeńcem papieża Klemensa VIII, siostrzeńcem kardynała Pietro Aldobrandiniego oraz bratem kardynała Silvestro Aldobrandiniego i księcia Giangiorgio Aldobrandiniego. W kwietniu 1621 został mianowany kardynałem przez papieża Grzegorza XV. Nominacja ta była wynikiem aliansu matrymonialnego między rodem Aldobrandini a rodem Ludovisi, do którego należał Grzegorz XV. W 1622 otrzymał kilka bogatych beneficjów (m.in. opactwa S. Angelo di Procida w Neapolu oraz S. Maria della Gironda w Cremonie). Kamerling Świętego Kościoła Rzymskiego od 7 czerwca 1623. Uczestniczył w konklawe 1623. Za pontyfikatu Urbana VIII należał w kurii do frakcji prohabsburskiej i sprawował urząd kardynała-protektora rządzonych przez Habsburgów Austrii (od 1634) i Portugalii (od 1635). Był członkiem Kongregacji Dobrego Rządu, Kongregacji ds. Ceremoniału, Kongregacji Konsystorialnej, Kongregacji ds. Dróg, Fabryki św. Piotra, Trybunału Apostolskiej Sygnatury Łaski oraz Świętej Konsulty. Zmarł w Rzymie w wieku 47 lat, będąc ostatnim męskim przedstawicielem rodu Aldobrandini. Jego szczątki spoczęły w kościele Santa Maria sopra Minerva.